# Piringštof
Piringštof (njemački: Piringsdorf, mađarski: Répcebónya) je naseljeno mjesto i općina u austrijskoj saveznoj državi Gradišće, administrativno pripada Kotaru Gornja Pulja.

## Stanovništvo
Piringštof prema podacima iz 2010. godine ima 	858 stanovnika.

## Vanjske poveznice
- Internet stranica naselja